# Ernst Wilhelm Hengstenberg

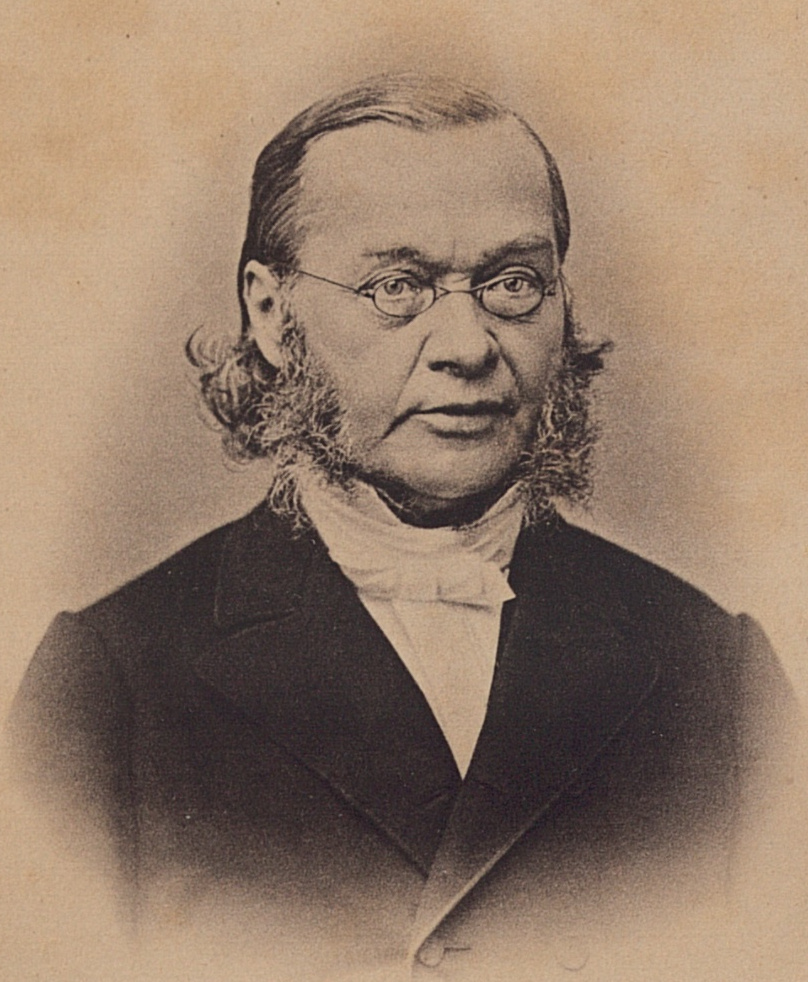
Wilhelm Hengstenberg

Ernst Wilhelm Theodor Hengstenberg (* 20. Oktober 1802 in Fröndenberg (Grafschaft Mark); † 28. Mai 1869 in Berlin) war ein deutscher protestantischer Theologe und Alttestamentler.

## Leben
Ernst Wilhelm Hengstenberg war der Sohn des reformierten Pastors Johann Heinrich Karl Hengstenberg und dessen Ehefrau Wilhelmine then Bergh. Der Superintendent Karl Hengstenberg und der Konsistorialrat Eduard Hengstenberg waren seine Brüder.
1808 zog Hengstenberg zusammen mit seiner Familie nach Wetter an der Ruhr. Dort erhielt er seinen ersten Unterricht durch seinen Vater. Nach seinem Schulbesuch begann Hengstenberg 1819 mit 17 Jahren in Bonn Philosophie, Orientalistik und zunehmend Theologie zu studieren. Dieses Studium beendete er 1823 mit einer Promotion zum Dr. phil. Während seines Studiums wurde er 1820 Mitglied der Burschenschaft Germania Bonn. Nach einem kurzen Aufenthalt bei Johann Jakob Stähelin  (1797–1875) in Basel habilitierte Hengstenberg sich 1824 in Berlin und wurde 1825 ein weiteres Mal promoviert (Lic. theol.).
Als außerordentlichen Professor für Altes Testament berief man Hengstenberg 1826 nach Berlin, zwei Jahre später avancierte er zum ordentlichen Professor am selben Lehrstuhl.

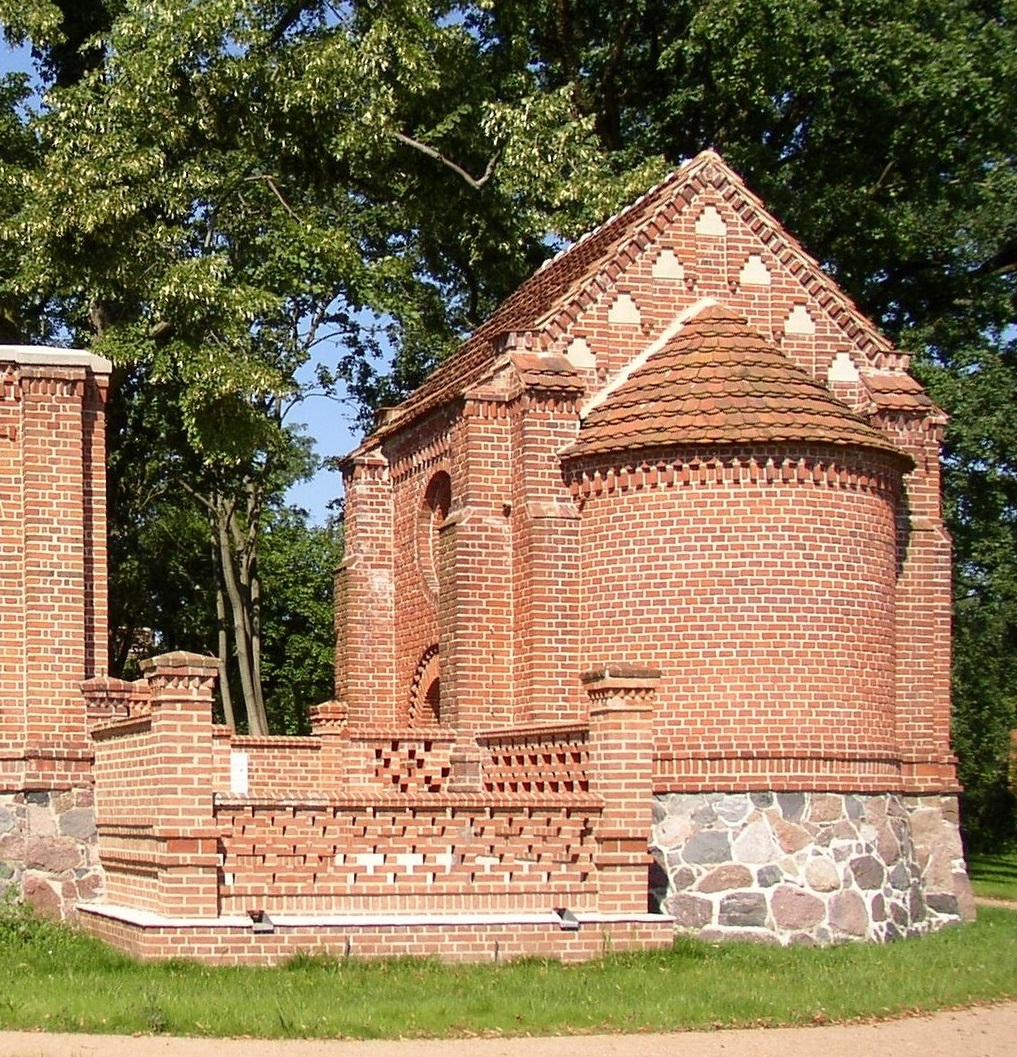
Hengstenberg-Mausoleum am Campo Santo derer von Quast in Neuruppin-Radensleben

Hengstenberg, der mit August Hahn befreundet war und auch in engem Kontakt zu August Tholuck und August Neander stand, war anfänglich ein Befürworter des Unionsgedankens (Kirche der Altpreußischen Union), stellte sich ihr dann aber entschieden entgegen. Er war ein Vertreter der Repristinationstheologie, die der Erweckungsbewegung nahestand, und begründete 1827 die gegen den Rationalismus positionierte Evangelische Kirchenzeitung.
Durch diese Zeitung kam es auch zu enger Zusammenarbeit mit Friedrich Julius Stahl, Heinrich Leo und den Brüdern Ernst Ludwig und Otto von Gerlach.

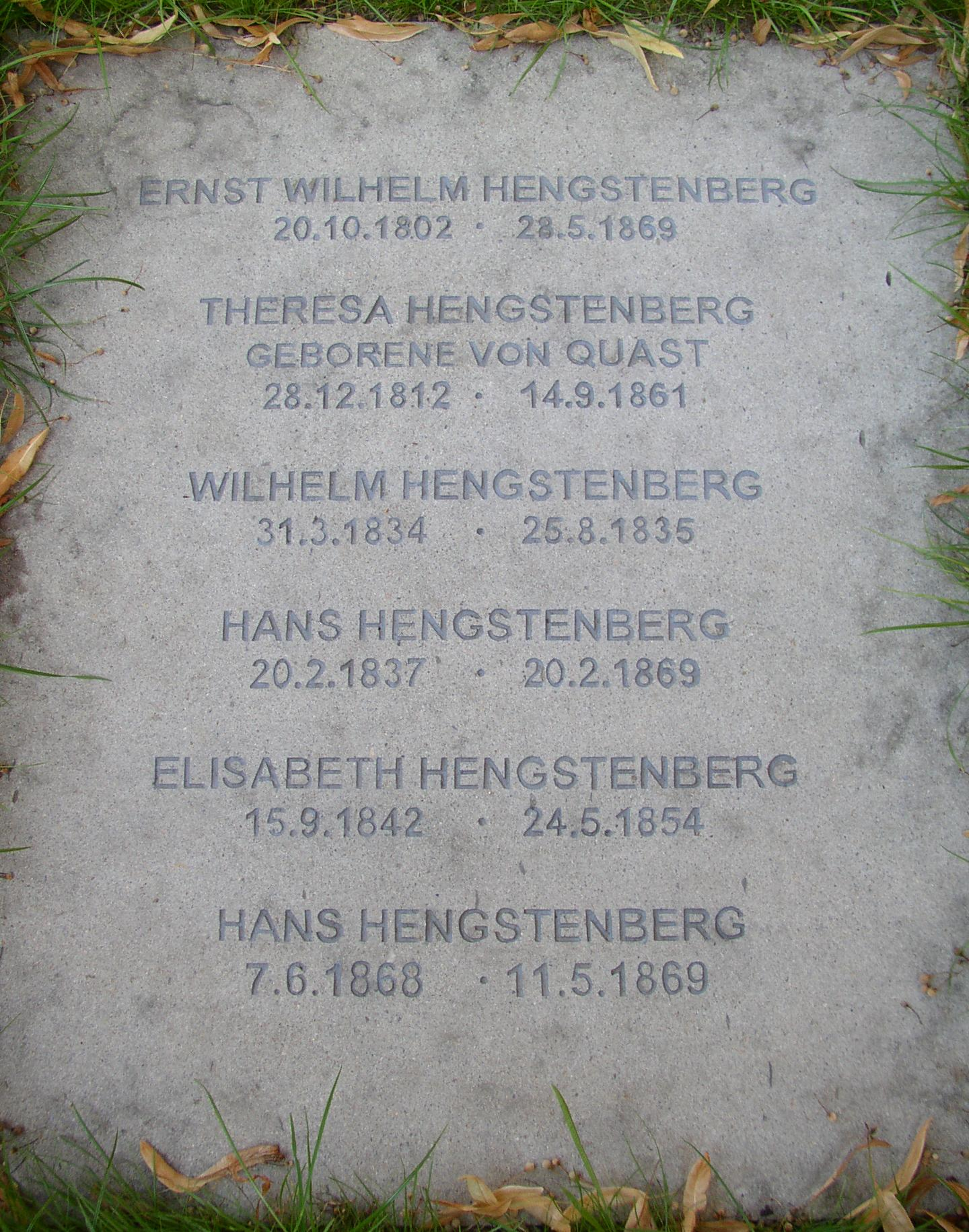
Steintafel mit Lebensdaten der Familie Hengstenberg auf dem Campo Santo in Neuruppin-Radensleben

Heinrich Heine erwähnte Ernst Wilhelm Hengstenberg in seinem Versepos Atta Troll sowie in Deutschland. Ein Wintermärchen, hier anspielend auf Hengstenbergs Angriff auf Goethe.

### Nachlassbibliothek
Hengstenbergs umfangreiche Nachlassbibliothek (über 20.000 Titel in 12.500 Bänden) wurde 1869 vom Baptist Union Theological Seminary angekauft, das 1892 in der Divinity School (Theologische Fakultät) der University of Chicago aufging. Sie ist heute Teil der Universitätsbibliothek.

### Die Familie von Quast und Radensleben
1829 heiratete Hengstenberg in Radensleben (bei Neuruppin) Therese von Quast (1812–1861), die Tochter des Gutsbesitzers Wilhelm von Quast (* 1776) und dessen Ehefrau Charlotte Friederike Philippin Louise, geborene von Rohr (1786–1879). Mit ihr hatte er mehrere Kinder, darunter den Pfarrer Immanuel Hengstenberg (1830–1863), den Gerichtsassessor Johannes Hengstenberg (1837–1869) und den nassauischen Oberpräsidenten Wilhelm Hengstenberg.
Hengstenberg war Schwager des kirchenverbundenen späteren Radenslebener Gutsherrn und ersten preußischen Staatskonservators, des Schinkel-Schülers Ferdinand von Quast (1807–1877). Nach eigenen Entwürfen gestaltete Quast in den Jahren 1865 bis 1870 seine Guts- und Patronatskirche in Radensleben um. Hengstenberg stiftete den von Otto March geschaffenen Terrakottaaltar.
Im bis heute erhaltenen Mausoleum seiner Familie, das den von Quast angelegten Campo Santo hinter der Radenslebener Kirche räumlich abschließt, ist Ernst Wilhelm Hengstenberg bestattet.

## Schriften (Auswahl)
- Aristoteles: Metaphysik. Bonn 1824 (Übersetzung mit Kommentar)
- Christologie des Alten Testaments und Commentar über die Messianischen Weissagungen der Propheten. (3 Bände) Oehmigke, Berlin  1829–1835. (Digitalisat Band 1), (Band 2), (Bande 3,1), (Band 3,2)
- Beiträge zur Einleitung ins Alte Testament. (3 Bände) Oehmigke, Berlin 1831–1839. (Digitalisat Band 1), (Band 2), (Band 3)
- Die Authentie des Daniel. (1831)
- Kommentar über die Psalmen. (4 Bände) Oehmigke, Berlin 1842–1845.
- Das Evangelium des heiligen Johannes. (3 Bände) Schlawitz, Berlin 1861–1863. (Digitalisat Band 1), (Band 2), (Band 3)
- Die Weissagungen des Propheten Ezechiel für solche, die in der Schrift forschen, erläutert. (2 Bände) Schlawitz, Berlin 1867–1868. (Digitalisat Band 1), (Band 2)
- Geschichte des Reiches Gottes unter dem Alten Bunde. (3 Bände) Schlawitz, Berlin 1869–1871.
- Vorlesungen über die Leidensgeschichte. Hinrichs, Leipzig 1875.